# 그술

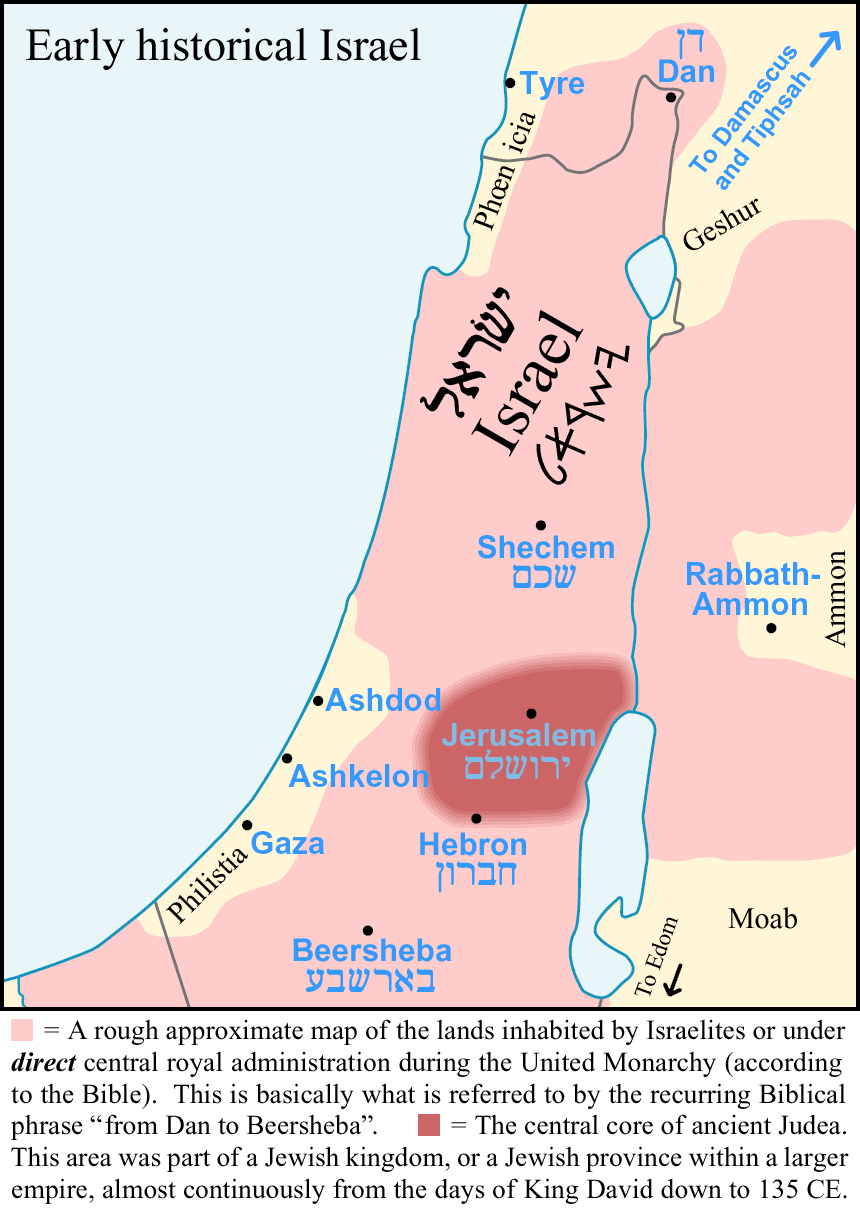
성경에서 말하는 그술의 영토가 오른 쪽 위에 Geshur로 나타나 있다.

그술은 고대 레반트 지역에 존재하던 왕국이다. 구약성경을 비롯해 여러 문헌에서 그 존재가 확인되며, 골란고원에 존재했던 것으로 추정된다. 기원전 10세기 중반에 도시국가로 창건되어 약 한 세기 후인 기원전 9세기 후반에 아람 왕 하사엘에 의해 정복되어 멸망했다고 보기도 한다.

## 위치
그술은 갈릴래아호 동쪽에 위치했는데, 남쪽으로는 야르무크강에 접했다. 이 지역은 현대에 골란고원이라 불린다. 이 지역은 바산에서 페니키아 해변으로 가는 길목이기도 하다. 갈릴래아 호수 남동쪽에 위치한 텔 도버가 그술의 남쪽 경계로 여겨지기도 한다. 골란고원에서 그술의 것으로 추정되는 유적을 여러 발굴하기도 했다.

## 종교
높은 장소에서 비석을 세워두고 동물과 그릇에 담긴 공물을 바치며 그들의 의식을 기록하는 방식의 종교의례를 가졌음을 암시하는 유적이 발굴되었다. 이 유적은 주변국들의 영향도 보여준다. 그술인들은 소 모양의 상징으로 달의 신을 묘사하며 가장 높은 위치에 두는데, 이는 시리아 남부에서 흔히 발견되는 종교의 형태이다. 한편 그술인들의 공예품은 이집트의 것을 닮았다. 성읍의 문이 있던 위치 주변에서 황소 우상이 종종 발견되는데, 이는 비의 신 하닷이나 달의 신, 혹은 그 둘 모두를 나타내는 상징물로 여겨진다. 음식의 종류를 제한하는 규칙과 동물을 제물로 바치는 관습은 이스라엘 민족의 종교의 영향을 받은 것으로 해석되기도 한다.

## 사료에서

### 구약성경
'그술'은 구약성경에서 주로 찾아볼 수 있는 이름으로, "요새"를 의미한다. 성경은 이들을 바산 땅 근처로 적고 있으며, 아르곱과 아람, 시리아에 접한다는 기록도 전한다. 므나쎄 지파의 땅 중 요르단강(요단강) 동편에 있는 부분을 여호수아가 점령하고 이스라엘 백성에게 나누어줬을 때 그술 사람들과 마아갓 사람들은 쫓아내지 못해 계속 같이 살았다고도 전한다.
사무엘상 27장 8절은 다윗이 가드에 의탁해 시글락을 받아 생활하던 때에 그술인들을 정벌한 기사가 실려있다. 다윗이 이스라엘을 통치할 때 그술은 아람 왕국의 통치를 받았다. 다윗은 그술 왕 달매의 딸 마아가와 결혼했다. 마아가가 낳은 아들 압살롬은 다윗의 장자 암논을 죽인 뒤 그술로 도망쳐 3년을 살다가 다윗에게 돌아온 적이 있다. 기원전 9세기가 다 지나기 전에 그술은 역사에서 사라진다.

### 아마르나 문서
아마르나 문서 중 두 도편에서 '가루의 땅'이라는 글이 식별되는데, 하솔과 아스다롯 사이 골란고원의 땅이 가루의 땅으로 묘사된다. 여기서 가루가 그술을 나타내는 것으로 해석하는 학자들도 있으나, 논란의 여지가 많은 가설이다.

### 샬마네세르 3세의 조각
샬마네세르 3세의 부서진 조각에 쓰여있는 비문에 '그술인들이 나의 발 앞에 끌려왔고, 나는 그들 부족을 받아들였다'는 기록이 적혀있다고 보는 시각도 있다.

## 고고학

### 엣텔
고고학자들은 엣텔(et-Tell)을 중심으로 세워진 것으로 보는데, 엣텔은 기원전 1세기부터 서기 1세기까지 작은 규모로 마을이 형성되어 신약성경에서 베싸이다라 불리는 지역이기도 하다. 엣텔 유적은 기원전 처음에는 기원전 8세기로 식별되었으나 2016년에 기원전 10세기로 그 연대가 더 앞선 것으로 추정되었다. 요단강 동쪽에 접한 철기시대의 유적 중 가장 규모가 크다.